# Jan van de Velde (III)

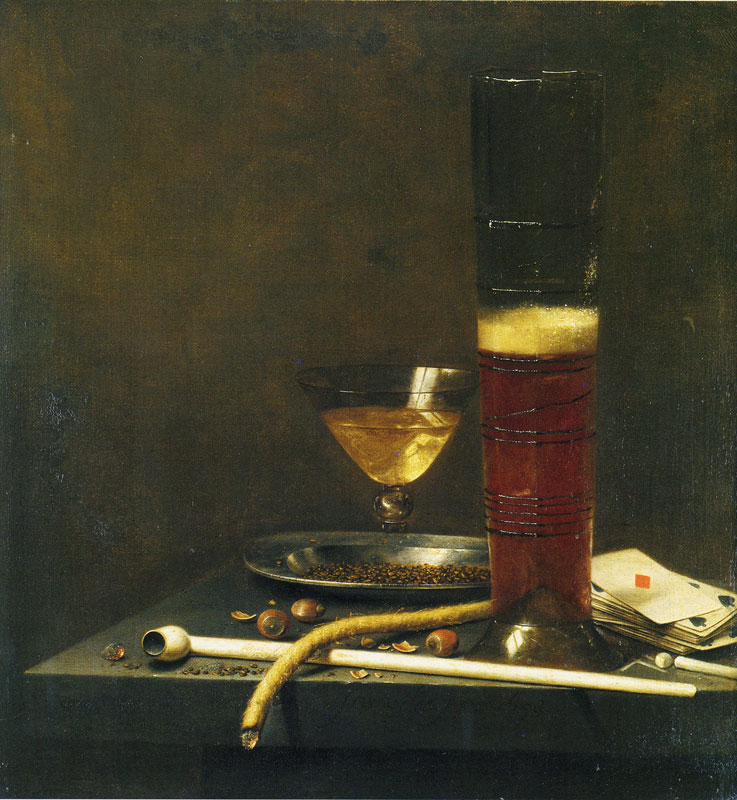
Vasos, objetos de fumador y cartas, 1653, óleo sobre lienzo, 43 x 40 cm, Oxford, Ashmolean Museum.

Jan van de Velde (III), también llamado Jan Jansz. van de Velde (Haarlem, 1620-Enkhuizen, 1662) fue un pintor barroco neerlandés especializado en la pintura de bodegón. 
Hijo y discípulo del grabador Jan van de Velde II, hizo la mayor parte de su carrera en Ámsterdam donde en abril de1643 contrajo matrimonio con Diewertje Willems. Fue enterrado en la Westerkerk de Enkhuizen, donde tenía familia, el 10 de julio de 1662, pero es posible que para entonces aún residiese en Ámsterdam, donde en 1688 todavía se encontraba registrada a su viuda.
De Jan van de Velde se conservan obras fechadas entre 1639 y 1662. Influido por Willem Claesz. Heda, cultivó el bodegón del tipo conocido como «banquete monócromo», en piezas de pequeño formato y con un reducido número de objetos situados en la esquina de una mesa: vasos o copas de cristal, en ocasiones llenos de cerveza, un plato de porcelana de China, una pieza de fruta o una baraja y algunos objetos de fumador, como las largas pipas de Gouda junto a encendedores y cajitas para el tabaco, en lo que se manifiesta también próximo a Pieter Claesz., aunque sirviéndose de una gama de color más brillante que la de este.
El único ejemplo de este artista en España ha de ser un bodegón del Museo Thyssen-Bornemisza de Madrid.